# 卡利巴达国家英雄陵园

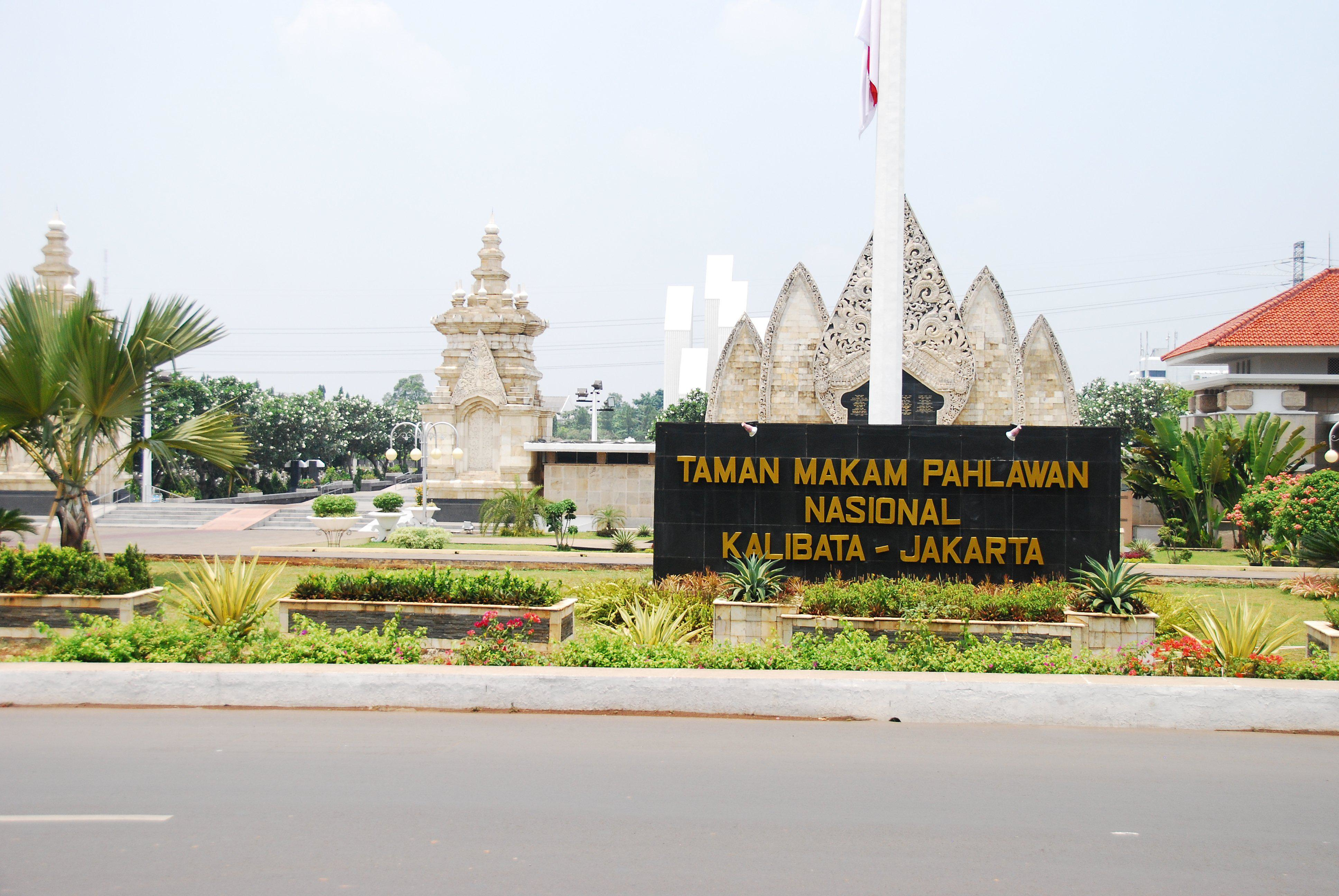
卡利巴達國家英雄陵園

卡利巴达国家英雄陵园，是印度尼西亚的一座军人墓园，位于南雅加达行政市班芝兰区。该陵园面向公众开放。

## 历史
始建于1953年，1954年11月10日开放，并于当天进行了首次遗体下葬。有7,000多名参与独立战争的阵亡军人和退伍军人被安葬于此，其中包括许多为印度尼西亚独立而战的日籍日本退伍军人。日本首相小泉纯一郎于2002年1月13日到访；日本首相安倍晋三于2007年8月21日到访；文仁亲王和文仁親王妃紀子于2008年1月19日到访；中国总理温家宝于2011年4月29日到访。